# Long Vu
Long Vu (tiếng Trung: 龙圩区) là một khu thuộc địa cấp thị Ngô Châu, Khu tự trị dân tộc Choang Quảng Tây, Trung Quốc. Khu được thành lập vào tháng 3 năm 2013 trên cơ sở tách bốn trấn: Long Vu (龙圩镇), Tân Địa (新地镇), Quảng Bình (广平镇), Đại Ba (大坡镇) từ huyện Thương Ngô. Khu được đặt tên theo trấn Long Vu- nguyên là thủ phủ của huyện Thương Ngô. Huyện lỵ của Thương Ngô được chuyển tới trấn Thạch Kiều sau khi chia tách. Khu nằm ở bờ nam của Tầm Giang.